# Pulvinaria persicae
Pulvinaria persicae är en insektsart som beskrevs av Robert Newstead 1892. Pulvinaria persicae ingår i släktet Pulvinaria och familjen skålsköldlöss. Inga underarter finns listade i Catalogue of Life.